# Kőnig Vilmos
Kőnig Vilmos, eredetileg Kőnig Ignác Farkas (Győr, 1854. december 27. – Budapest, 1930. szeptember 13.) ügyvéd, jogi szakíró.

## Élete
Kőnig Miksa kézműiparos és Neuschloss Borbála (1824–1882) fia. Középiskolai tanulmányait a győri bencés, majd a pesti Piarista Gimnáziumban végezte. 1874 és 1878 között a Budapesti Tudományegyetemen jogi tanulmányokat folytatott. 1882-ben jogi doktori oklevelet nyert. 1883 és 1930 között Budapesten dolgozott ügyvédként. 1897-től tagja volt az ügyvédi vizsgálóbizottságnak. 1911-ben udvari tanácsosi kinevezést kapott. Szerkesztette a Grill-féle Döntvénytár Polgári törvénykezés című kötetét (Térfy Gyulával, Budapest, 1906). Közreműködött a Magyar jogi lexikon szerkesztésében. Cikkei megjelentek napi lapokban, a Büntető Jog Tárában, az Ügyvédek Lapjában és a Jogtudományi Közlönyben.
A Kozma utcai izraelita temetőben (16-2-46) helyezték végső nyugalomra.

## Családja
Felesége Stricker Matild (1868–1959) volt, Stricker Ede és Meringer Laura lánya, akit 1900. augusztus 6-án Budapesten vett nőül.
Gyermekei:
- dr. Kőnig Endre (1900–?) ügyvéd. Felesége Ujj Amália Ilona.
- Kőnig Borbála (1902–?). Első férje Hollay Sándor Béla magánzó, második férje Barta Ferenc gyáros.
- dr. Kőnig Teodóra Janka (1903–?). Férje Simkovics Sándor magántisztviselő.[6]

## Művei
- A tőzsdebíróság (Budapest, 1896)
- Kodifikacionális kérdések (szakcikkek gyűjteménye, Budapest, 1900)
- A váltótörvény magyarázata (Budapest, 1906)